# Thierry Penot
Thierry Penot est un ancien champion du monde de roller de vitesse, né le 14 avril 1961 à Paris (France).

## Palmarès
- 1979 : championnat du monde, Como (Italie)
- 1980 : championnat du monde,  Nouvelle-Zélande
- 1982 : championnat du monde, Finale Emilia EMILIA (Italie)
  -   Médaille d'argent 1 500 mètres route
  -   Médaille d'argent 5 000 mètres route
  -   Médaille de bronze 10 000 mètres piste
  -   Médaille de bronze 20 000 mètres piste
- 1983 championnat du monde, Mar del Plate (Argentine)
- 1984 championnat du monde, Bogota (Colombie)
  -   Médaille d'or 10 000 mètres américaine (Lallement, Peyron, Penot)
- 1984 championnat d'Europe, Vienne (Autriche)
  -   Médaille d'or 5 000 mètres
  -   Médaille d'or 10 000 mètres
- 1985 championnat du monde, Colorado Springs  (États-Unis)
- 1985 championnat d'Europe, Cassano d'Adda (Italie)
- 1986 championnat du monde, Adélaïde (Australie)
- 1986 championnat d'Europe, Finale Emilia (Italie)
  -   Médaille d'or 20 000 mètres piste
  -   Médaille d'argent 500 mètres piste
  -   Médaille d'argent américaine piste (Gravouil, Peyron, Penot)
  -   Médaille de bronze américaine route (Gravouil, Poirier, Penot)
- 1987 championnat du monde, Grenoble (France)
  -   Médaille d'or 10 000 mètres
  -   Médaille d'argent 5 000 mètres
  -   Médaille de bronze américaine (Lallement, Peyron, Penot)
- 1987 championnat d'Europe, Ostende (Belgique)
  -   Médaille d'or 5 000 mètres
- 1988 championnat d'Europe Gujan Mestras  (France)

## Aujourd'hui
- Thierry exerce en tant que professeur de roller[1] au sein du club Shark roller d'Epinay sur Orge (91) Shark roller,

Il a participé au développement de l'équipe vice-championne du monde des Shark Epinay Roller Soccer PRSC

## Filmographie
- Thierry Penot est apparu dans le film Subway en 1985 réalisé par Luc Besson où il doublait Jean-Hugues Anglade pour les cascades en roller.